# Jon Hassell
Jon Hassell (Memphis, 22 marzo 1937 – 26 giugno 2021) è stato un trombettista e compositore statunitense.

## Biografia
Laureatosi alla Eastman School Of Music di Rochester, soggiorna dal 1965 al 1967 in Germania dove frequenta due membri dei futuri Can. Nel 1974 collabora con Francesco Guccini, suonando la tromba nell'album Stanze di vita quotidiana. Al ritorno in patria collabora con Terry Riley e con LaMonte Young. In una tournée romana conosce il compositore e strumentista indiano Pandit Pran Nath da cui imparerà a usare la voce come un vero e proprio strumento. Ha esordito con Vernal Equinox del 1977, considerato il quarantasettesimo album ambient migliore di tutti i tempi da Pitchfork. Aka/Darbari/Java: Magic Realism del 1983 è considerato un altro capolavoro dell'artista statunitense. Ha guadagnato una significativa notorietà solo nel 1999, anno in cui collaborò alla colonna sonora del film Million Dollar Hotel insieme a molti altri artisti. Nel 1987 è stata pubblicata dalla casa discografica Sub Rosa una compilation che comprende una sua composizione dedicata ad Andrei Tarkovskij. Nel 1989 è tornato a lavorare in Italia, collaborando con Alice nell'album Il sole nella pioggia. Nel 2005 ha pubblicato Maarifa Street, che, oltre al consueto organico di musicisti (Cox-Beasley-Freeman-Mboup), vede la collaborazione di Paolo Fresu alla tromba e Dhafer Youssef alla voce. A distanza di 23 anni da Power Spot, nel 2009 è tornato a incidere per la celebre etichetta tedesca ECM pubblicando in aprile l'album Last Night the Moon Came Dropping Its Clothes in the Street il cui titolo è tratto da una poesia di Gialal al-Din Rumi, il fondatore della confraternita dei dervisci rotanti. Ha all'attivo collaborazioni con Brian Eno, David Sylvian, Talking Heads, Manhattan Transfer, K.D. Lang, Ani di Franco e David Byrne. Ha inoltre scritto o collaborato alla stesura di partiture per spettacoli teatrali (Sulla Strada), film (The Million Dollar Hotel) e balletti (per Ailey e Cunningham).
Jon è morto per cause naturali il 26 giugno 2021. Aveva avuto problemi di salute durante l'anno 2020.

## Stile musicale
Jon Hassell è autore di una singolare e personale ricerca musicale tra il jazz, l’elettronica e la world music, quest'ultimo un genere di cui è considerato l'inventore, nonché uno dei massimi divulgatori. Il suo stile, anche precursore dell'etno-elettronica, fa affidamento sulla tromba trattata elettronicamente e accompagnata da percussioni e suoni registrati in sottofondo. È stato influenzato da artisti di estrazione jazz e sperimentale, quali Kenton, Davis, Stockhausen e Berio, nonché dalla musica africana, indiana e sudamericana.

## Discografia

### Album solisti
- 1977 Vernal Equinox (Lovely Music Records)
- 1978 Earthquake Island (Tomato Records)
- 1980 Dream Theory in Malaya (Fourth World, Vol. 2)
- 1983 Aka/Darbari/Java: Magic Realism (Editions EG)
- 1986 Power Spot (ECM Records)
- 1987 The Surgeon of the Nightsky Restores Dead Things by the Power of Sound (Intuition Records)
- 1988 Flash of the Spirit (Intuition Records)
- 1990 City: Works of Fiction (All Saints Records)
- 1994 Dressing for Pleasure (Warner Bros.)
- 1995 Sulla Strada (colonna sonora di spettacolo teatrale dei Magazzini Criminali del 1982) (Materiali Sonori)
- 1997 The Vertical Collection (1000 copie, Earshot Records)
- 1999 Fascinoma
- 2005 Maarifa Street: Magic Realism, Vol. 2 (Nyen Records)
- 2009 Last Night the Moon Came Dropping Its Clothes in the Street (ECM Records)
- 2018 Listening To Pictures (Ndeya Records)
- 2020 Seeing Through Sound (Pentimento Volume Two) (Ndeya Records)

### Album in collaborazione
- 1980 Fourth World, Vol. 1: Possible Musics con Brian Eno
- 2000 Hollow Bamboo con Ry Cooder e Ronu Majumdar (bansuri)